# Riotuerto (Soria)
Rituerto o Riotuerto es una localidad de la provincia de Soria, partido judicial de Soria, Comunidad Autónoma de Castilla y León, España. Pueblo de la comarca de Soria que pertenece al municipio de Cubo de la Solana.

## Demografía
En el año 2024 contaba con 11 habitantes, concentrados en el núcleo principal.

## Historia
En el Censo de Pecheros de 1528, en el que no se contaban eclesiásticos, hidalgos y nobles, no se registran vecinos. En el documento original aparece como Hizaña.
El lugar, durante la Edad Media perteneció a la Comunidad de Villa y Tierra de Soria formando parte del Sexmo de Lubia.
A la caída del Antiguo Régimen la localidad se constituye en municipio constitucional, entonces conocido como Almarail y Riotuerto en la región de Castilla la Vieja, partido de Soria, que en el censo de 1842 contaba con 35 hogares y 140 vecinos.
En los años 1960 este municipio desaparece porque se integra en Cubo de la Solana, ambas localidades contaban entonces con 36 hogares y 143 habitantes.

## Lugares de interés
- Iglesia de Santiago, de estilo románico.